# Igelkullen (Floda socken, Södermanland)
Igelkullen är en sjö i Katrineholms kommun i Södermanland och ingår i Nyköpingsåns huvudavrinningsområde.